# Raškovský luh
Raškovský luh este o arie protejată (arie specială de conservare — SAC, sit de importanță comunitară — SCI) din Slovacia întinsă pe o suprafață de 16,89 ha, integral pe uscat.

## Localizare
Centrul sitului Raškovský luh este situat la coordonatele 48°34′09″N 21°56′33″E / 48.569082°N 21.942463°E.

## Înființare
Situl Raškovský luh a fost declarat sit de importanță comunitară în aprilie 2004 pentru a proteja 2 specii de animale. Situl a fost protejat și ca arie specială de conservare în martie 2004.

## Biodiversitate
Situată în ecoregiunea panonică, aria protejată conține 2 habitate naturale: Păduri mixte riverane de Quercus robur, Ulmus laevis și Ulmus minor, Fraxinus excelsior sau Fraxinus angustifolia, de-a lungul marilor râuri (Ulmenion minoris), Pajiști aluvionare inundabile, de Cnidion dubii.
La baza desemnării sitului se află mai multe specii protejate:
- păsări (1): filomelă (Luscinia luscinia)
- amfibieni (1): buhai de baltă cu burta roșie (Bombina bombina)

Pe lângă speciile protejate, pe teritoriul sitului au mai fost identificate 6 specii de plante, 5 specii de amfibieni, 2 specii de nevertebrate, 1 specie de reptile.